# Monothyatira pryeri
Monothyatira pryeri är en fjärilsart som beskrevs av Butler 1881. Monothyatira pryeri ingår i släktet Monothyatira och familjen sikelvingar. Inga underarter finns listade i Catalogue of Life.